# Liste des circonscriptions législatives de la Creuse
Le département français de la Creuse est, sous la Cinquième République, constitué de deux circonscriptions législatives de 1958 à 2012, puis d'une circonscription unique depuis le redécoupage de 2010, entré en application à compter des élections législatives de 2012.

## Présentation
Par ordonnance du 13 octobre 1958 relative à l'élection des députés à l'Assemblée nationale, le département de la Creuse est d'abord constitué de deux circonscriptions électorales. 
Lors des élections législatives de 1986 qui se sont déroulées selon un mode de scrutin proportionnel à un seul tour par listes départementales, le nombre de deux sièges de la Creuse a été conservé.
Le retour à un mode de scrutin uninominal majoritaire à deux tours en vue des élections législatives suivantes, a maintenu ce nombre de deux sièges,, selon un nouveau découpage électoral.
Le redécoupage des circonscriptions législatives réalisé en 2010 et entrant en application à compter des élections législatives de juin 2012, a modifié le nombre et la répartition des circonscriptions de la Creuse, réduit à une seule du fait de la suppression de l'habitude imposant un minimum de deux circonscriptions par département.

## Composition des circonscriptions

### Composition des circonscriptions de 1958 à 1986

Carte des circonscriptions de la Creuse de 1958 à 1986

À compter de 1958, le département de la Creuse comprend deux circonscriptions  regroupant les cantons suivants :
- 1re circonscription :  Ahun,  Auzances, Bellegarde-en-Marche, Boussac, Chambon-sur-Voueize, Châtelus-Malvaleix, Chénérailles, La Courtine, Crocq, Évaux-les-Bains,  Guéret,  Jarnages.
- 2e circonscription : Aubusson, Bénévent-l'Abbaye, Bonnat, Bourganeuf, Dun-le-Palestel, Felletin, Gentioux, Le Grand-Bourg, Pontarion, Royère, Saint-Sulpice-les-Champs, Saint-Vaury, La Souterraine.

### Composition des circonscriptions de 1988 à 2012

Carte des circonscriptions de la Creuse de 1986 à 2012

À compter du découpage de 1986, le département de la Creuse comprend deux circonscriptions regroupant les cantons suivants :
- 1re circonscription : Bénévent-l'Abbaye, Bonnat, Bourganeuf, Dun-le-Palestel, Le Grand-Bourg, Guéret-Nord, Guéret-Sud-Est, Guéret-Sud-Ouest, Saint-Vaury, La Souterraine.
- 2e circonscription : Ahun, Aubusson, Auzances, Bellegarde-en-Marche, Boussac, Chambon-sur-Voueize, Châtelus-Malvaleix, Chénérailles, La Courtine, Crocq, Évaux-les-Bains, Felletin, Gentioux-Pigerolles, Jarnages, Pontarion, Royère-de-Vassivière, Saint-Sulpice-les-Champs.

### Composition de la circonscription à compter de 2012
Depuis le nouveau découpage électoral, le département comprend une circonscription unique regroupant l'ensemble des cantons du département.